# Nuoto ai campionati mondiali di nuoto 2017 - 200 metri rana maschili
La gara di nuoto dei 200 metri rana maschili dei campionati mondiali di nuoto 2017 è stata disputata il 27 luglio e il 28 luglio presso la Duna Aréna di Budapest. Vi hanno preso parte 40 atleti provenienti da 35 nazioni.
La competizione è stata vinta dal nuotatore russo Anton Čupkov, mentre l'argento e il bronzo sono andati rispettivamente ai giapponesi Yasuhiro Koseki e Ippei Watanabe.

## Medaglie
| Posizione | Atleta          | Nazionalità |
| --------- | --------------- | ----------- |
| Oro       | Anton Čupkov    | Russia      |
| Argento   | Yasuhiro Koseki | Giappone    |
| Bronzo    | Ippei Watanabe  | Giappone    |

## Programma
| Data           | Ora (UTC+2) | Turno      |
| -------------- | ----------- | ---------- |
| 27 luglio 2017 | 10:28       | Batterie   |
| 27 luglio 2017 | 18:14       | Semifinali |
| 28 luglio 2017 | 18:55       | Finale     |

## Record
Prima della manifestazione il record del mondo e il record dei campionati erano i seguenti.
| Record mondiale       | 2'06"67 | Ippei Watanabe Giappone | 29 gennaio 2017 Tokyo, Giappone  |
| Record dei campionati | 2'07"23 | Dániel Gyurta Ungheria  | 2 agosto 2013 Barcellona, Spagna |

Durante la competizione è stato battuto il seguente record:
| Data      | Evento       | Atleta       | Nazione | Tempo   | Record                |
| --------- | ------------ | ------------ | ------- | ------- | --------------------- |
| 27 luglio | Semifinale 2 | Anton Čupkov | Russia  | 2'07"14 | Record dei campionati |
| 28 luglio | Finale       | Anton Čupkov | Russia  | 2'06"96 | Record dei campionati |

## Risultati

### Batterie
| Posizione | Batteria | Corsia | Atleta                        | Nazionalità             | Tempo   | Note  |
| --------- | -------- | ------ | ----------------------------- | ----------------------- | ------- | ----- |
| 1         | 4        | 5      | Anton Čupkov                  | Russia                  | 2'08"23 | Q     |
| 2         | 3        | 3      | Ross Murdoch                  | Gran Bretagna           | 2'08"98 | Q     |
| 3         | 4        | 4      | Ippei Watanabe                | Giappone                | 2'09"30 | Q     |
| 4         | 4        | 6      | Qin Haiyang                   | Cina                    | 2'09"39 | Q, MJ |
| 5         | 3        | 4      | Kevin Cordes                  | Stati Uniti             | 2'09"47 | Q     |
| 6         | 3        | 6      | Luca Pizzini                  | Italia                  | 2'09"86 | Q     |
| 7         | 5        | 6      | Nic Fink                      | Stati Uniti             | 2'09"90 | Q     |
| 8         | 5        | 2      | Matthew Wilson                | Australia               | 2'09"98 | Q     |
| 9         | 4        | 2      | Mao Feilian                   | Cina                    | 2'10"01 | Q     |
| 10        | 5        | 5      | Dmitrij Balandin              | Kazakistan              | 2'10"18 | Q     |
| 11        | 3        | 5      | Erik Persson                  | Svezia                  | 2'10"21 | Q     |
| 12        | 5        | 4      | Yasuhiro Koseki               | Giappone                | 2'10"38 | Q     |
| 13        | 5        | 3      | Marco Koch                    | Germania                | 2'10"40 | Q     |
| 14        | 4        | 3      | Ilya Khomenko                 | Russia                  | 2'10"43 | Q     |
| 15        | 3        | 7      | Arno Kamminga                 | Paesi Bassi             | 2'11"00 | Q     |
| 15        | 4        | 8      | Yannick Käser                 | Svizzera                | 2'11"00 | Q     |
| 17        | 3        | 2      | Dániel Gyurta                 | Ungheria                | 2'11"28 |       |
| 18        | 5        | 7      | James Wilby                   | Gran Bretagna           | 2'11"51 |       |
| 19        | 5        | 1      | Carlos Claverie               | Venezuela               | 2'11"71 |       |
| 20        | 3        | 1      | Nicholas Quinn                | Irlanda                 | 2'12"15 |       |
| 21        | 5        | 8      | Giedrius Titenis              | Lituania                | 2'12"37 |       |
| 22        | 4        | 7      | Matti Mattsson                | Finlandia               | 2'12"66 |       |
| 23        | 5        | 0      | Miguel de Lara                | Messico                 | 2'13"35 |       |
| 24        | 4        | 9      | Il'ja Šymanovič               | Bielorussia             | 2'13"46 |       |
| 25        | 4        | 0      | Christopher Rothbauer         | Austria                 | 2'13"61 |       |
| 26        | 4        | 1      | Thiago Simon                  | Brasile                 | 2'14"23 |       |
| 27        | 3        | 8      | Laurent Carnol                | Lussemburgo             | 2'14"87 |       |
| 28        | 2        | 7      | Chao Man Hou                  | Macao                   | 2'15"41 |       |
| 29        | 2        | 4      | Lee Hsuan-yen                 | Taipei cinese           | 2'15"94 |       |
| 30        | 3        | 9      | Daniils Bobrovs               | Lettonia                | 2'16"86 |       |
| 31        | 2        | 6      | Youssef El-Kamash             | Egitto                  | 2'17"43 |       |
| 32        | 2        | 2      | Denis Petrashov               | Kirghizistan            | 2'18"43 |       |
| 33        | 5        | 9      | Kim Jae-youn                  | Corea del Sud           | 2'18"65 |       |
| 34        | 3        | 0      | Jorge Murillo                 | Colombia                | 2'19"05 |       |
| 35        | 2        | 1      | Adriel Sanes                  | Isole Vergini Americane | 2'20"92 |       |
| 36        | 2        | 0      | Amro Al-Wir                   | Giordania               | 2'23"09 |       |
| 37        | 2        | 8      | Arnoldo Herrera               | Costa Rica              | 2'24"57 |       |
| 38        | 1        | 3      | Santiago Saint-Upery          | Uruguay                 | 2'26"35 |       |
| 39        | 1        | 4      | Filipe Miguel Escudeiro Gomes | Malawi                  | 2'28"94 |       |
| 40        | 1        | 5      | Otto Borgards                 | El Salvador             | 2'30"73 |       |
| -         | 2        | 3      | Wassim Elloumi                | Tunisia                 | -       | DNS   |
| -         | 2        | 5      | Ayrton Sweeney                | Sudafrica               | -       | DNS   |

### Semifinali
| Posizione | Semifinale | Corsia | Atleta           | Nazionalità   | Tempo   | Note      |
| --------- | ---------- | ------ | ---------------- | ------------- | ------- | --------- |
| 1         | 2          | 4      | Anton Čupkov     | Russia        | 2'07"14 | Q, RC, EU |
| 2         | 2          | 5      | Ippei Watanabe   | Giappone      | 2'07"44 | Q         |
| 3         | 1          | 4      | Ross Murdoch     | Gran Bretagna | 2'07"72 | Q         |
| 4         | 1          | 7      | Yasuhiro Koseki  | Giappone      | 2'07"80 | Q         |
| 5         | 2          | 3      | Kevin Cordes     | Stati Uniti   | 2'08"40 | Q         |
| 6         | 1          | 1      | Ilya Khomenko    | Russia        | 2'08"58 | Q         |
| 7         | 1          | 6      | Matthew Wilson   | Australia     | 2'08"64 | Q         |
| 8         | 2          | 6      | Nic Fink         | Stati Uniti   | 2'08"80 | Q         |
| 9         | 1          | 3      | Luca Pizzini     | Italia        | 2'08"95 |           |
| 10        | 2          | 7      | Erik Persson     | Svezia        | 2'09"58 |           |
| 11        | 2          | 1      | Marco Koch       | Germania      | 2'09"61 |           |
| 12        | 2          | 2      | Mao Feilian      | Cina          | 2'09"63 |           |
| 13        | 1          | 2      | Dmitrij Balandin | Kazakistan    | 2'09"69 |           |
| 14        | 2          | 8      | Arno Kamminga    | Paesi Bassi   | 2'09"94 | RN        |
| 15        | 1          | 5      | Qin Haiyang      | Cina          | 2'10"14 |           |
| 16        | 1          | 8      | Yannick Käser    | Svizzera      | 2'12"19 |           |

### Finale
| Posizione | Corsia | Atleta          | Nazionalità   | Tempo   | Note   |
| --------- | ------ | --------------- | ------------- | ------- | ------ |
|           | 4      | Anton Čupkov    | Russia        | 2'06"96 | RC, EU |
|           | 6      | Yasuhiro Koseki | Giappone      | 2'07"29 |        |
|           | 5      | Ippei Watanabe  | Giappone      | 2'07"47 |        |
| 4         | 3      | Ross Murdoch    | Gran Bretagna | 2'08"12 |        |
| 5         | 8      | Nic Fink        | Stati Uniti   | 2'08"56 |        |
| 6         | 2      | Kevin Cordes    | Stati Uniti   | 2'08"68 |        |
| 7         | 7      | Ilya Khomenko   | Russia        | 2'09"18 |        |
| 8         | 1      | Matthew Wilson  | Australia     | 2'10"37 |        |